# Dolores Damián Flores
General Dolores Damián Flores fue un militar mexicano que participó en la Revolución mexicana. 

## Maderismo
Nació en Coyotepec, municipio de Coyotepec, Puebla. En 1911 se incorporó a las fuerzas maderistas del General Jesús Morales, operando en la zona poblana. Ante la separación sufrida entre Francisco I. Madero y Emiliano Zapata se mantuvo fiel al movimiento suriano.

## Zapatismo
Estuvo presente en la proclamación del Plan de Ayala, siendo uno de los firmantes del documento. En 1913, en un combate en Chietla, Puebla, contra fuerzas huertistas fue hecho prisionero y trasladado a la penitenciaría del Distrito Federal, donde permaneció hasta agosto de 1914, cuando con la caída de Victoriano Huerta y la entrada convencionista fue puesto en libertad; volvió a la lucha en el estado de Puebla y se reincorporó a las fuerzas zapatistas, pero ahora junto al General Francisco Mendoza Palma pues Jesús Morales se había rendido en Chitla, operando en la zona limítrofe entre Puebla y Morelos. En 1920 ingresó al Ejército Mexicano por la Unificación Revolucionaria ]], pero se retiró para trabajar su parcela ejidal en la Ciudad de Cuautla, Morelos, donde murió.